# Booth Gardner

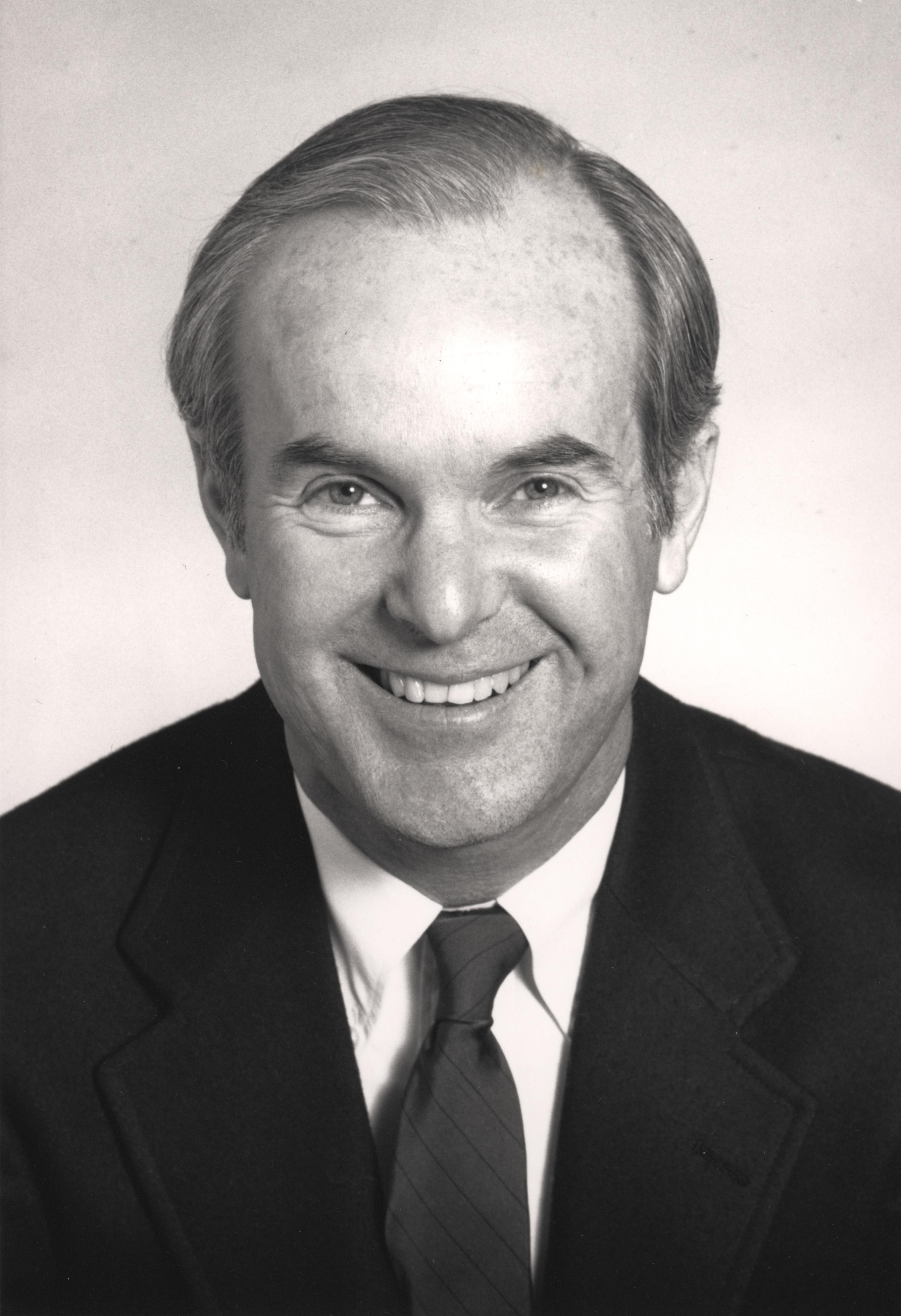
Booth Gardner

Booth Gardner (* 21. August 1936 in Tacoma, Washington; † 15. März 2013 ebenda) war ein US-amerikanischer Politiker. Er war von 1985 bis 1993 der 19. Gouverneur des Bundesstaates Washington.

## Frühe Jahre und politischer Aufstieg
Booth Gardner war einer der Erben des Weyerhaeuser-Vermögens. Er studierte zunächst bis 1958 an der University of Washington. Dann setzte er seine Studien in Harvard fort. Im Jahr 1963 machte er dort seinen Abschluss. 1966 war er kurzzeitig stellvertretender Dekan der Handelsfakultät an der Harvard University. Zwischen 1967 und 1972 war er einer der Direktoren der Handels- und Wirtschaftsfakultät der University of Puget Sound in Tacoma.
Als Mitglied der Demokratischen Partei war Gardner zwischen 1970 und 1973 Mitglied des Senats von Washington. Danach war er bis 1980 Leiter der Laird Norton Company, einer in elf US-Bundesstaaten tätigen Firma. Im Jahr 1981 kehrte er als Landrat des Pierce County auf die politische Bühne zurück. Dieses Amt übte er bis 1984 aus. In diesem Jahr wurde er als Kandidat seiner Partei zum neuen Gouverneur gewählt, wobei er sich mit 53:47 Prozent der Stimmen gegen den republikanischen Amtsinhaber John Spellman durchsetzte.

## Gouverneur von Washington
Booth Gardner trat sein Amt am 16. Januar 1985 an. Nach einer Wiederwahl im Jahr 1988 konnte er bis zum 13. Januar 1993 im Amt bleiben. Als Gouverneur setzte er sich für den Ausbau des Handels und der Handelswege ein. Ebenso trat er für den Umweltschutz ein und unterstützte den Kampf gegen AIDS finanziell. Auch die Bildungspolitik wurde von ihm gefördert. Im Jahr 1989 konnte er den 100. Jahrestag des Beitritts von Washington zu den Vereinigten Staaten feiern. Gardner war auch Mitglied einiger Gouverneursvereinigungen.

## Weiterer Lebenslauf
Nach dem Ende seiner Amtszeit war er amerikanischer Botschafter bei den GATT-Gesprächen. Gardner war in vielen Vereinigungen und Aufsichtsräten. Er setzte sich auch privat für eine Verbesserung auf dem Gesundheitsgebiet ein und gründete unter anderem das Seattle Mental Health Institute. Gardner, der an der Parkinsonschen Krankheit litt, setzte sich für die Einführung eines als Washington Death with Dignity Act am 5. März 2009 in Kraft getretenen Sterbehilfegesetzes im Staat Washington ein. Diese Arbeit wird in dem Dokumentarfilm The Last Campaign of Governor Booth Gardner (2009) von David Junge vorgestellt.
Er war mit Jean Forstrom verheiratet. Das Paar bekam zwei Kinder.